# Andreas Moser
Andreas Moser (Zemun, 1859 – Berlino, 1925) è stato un violinista, insegnante e musicologo austriaco.

## Biografia
Andreas Moser iniziò lo studio del violino con professori locali. In seguito studiò musica al liceo con Friedrich Hegar. Concluso il liceo, studiò ingegneria e architettura a Zurigo e a Stoccarda. Nel 1878 interruppe gli studi universitari, riprese lo studio del violino con Joseph Joachim a Berlino. Nel 1883 iniziò la carriera come primo violino al Nationaltheater Mannheim, ma un anno dopo rinunciò per una nevrite al braccio.  Moser si dedicò allora all'insegnamento privato di violino (1884-88). Tornò poi alla Musikhochschule, ottenendo diversi incarichi, inizialmente come assistente di Joachim. Nel 1888 fu nominato docente e nel 1900 professore. Tra i suoi studenti spiccano Pálma von Pászthory, Josef Wolfsthal, Robert Imandt, Richard Czerwonky, Hans Bassermann e Julius Ruthström.  
Insieme a Joachim scrisse diverse opere didattiche, in particolare la Violinschule in tre volumi (1905), curandone le parti teoriche (acustica e intonazione). Dopo la scomparsa di Joachim (1907), Moser portò a termine la revisione e la pubblicazione delle Sonate e Partite per violino solo di Johann Sebastian Bach e pubblicò una seconda edizione della biografia di Joachim.
Curò una raccolta di lettere tra Brahms e Joachim (1908); pubblicò inoltre Die Methodik des Violinspiels [La Metodologia del violino] (1920) e Technik des Violinspiels [Tecnica del violino] (1925). 
Fu revisore di numerose partiture per le case editrici Peters e Universal. Ritiratosi in pensione nel 1924, ricevette l’anno successivo la laurea honoris causa dall’Università di Berlino.

## Pubblicazioni

### Scritti
- Joseph Joachim, ein Lebensbild, Berlino, B. Behr's Verlag, 1898 (prima edizione); tr. ing. di Lilla Durham, Joseph Joachim a Biography (1831-1899), London, P. Wellby, 1901. (Cfr. Collegamenti esterni)
- Die Violin-Skordatur, in «Archiv für Musikwissenschaft», 1 (1918–19), pp. 573–589
- Zu Joh. Seb. Bachs Sonaten und Partiten für Violin allein, in  «Bach-Jahrbuch»,  17 (1920), pp. 30–65
- Geschichte des Violinspiels, Berlino, 1923
- Die Form des Beethovenschen Violinkonzerts, in «Neues Beethoven-Jahrbuch», 9 (1939), pp. 16–25

### Didattica violinistica
- (con Joseph Joachim), Violinschule (3 volumi), Berlino, Simrock Verlag, 1905; 1908–1910 (Cfr. Collegamenti esterni)
- Methodik des Violinspiels  (2 volumi), Lipsia, Breitkopf & Härtel, 1920
- Technik des Violinspiels (2 volumi), Lipsia, Breitkopf & Härtel, 1925